# Soho (Málaga)

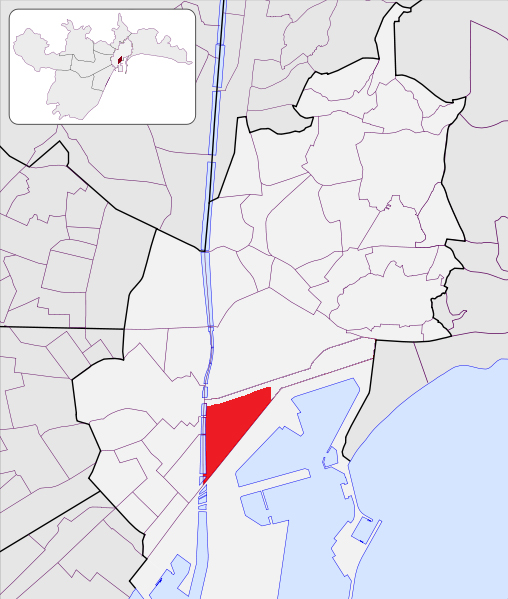
Das Soho Málaga Quartier in der Zone des Ensanche Heredia

Karte des Quartiers Soho Málaga.

Soho Málaga, auch als „Soho, Barrio de las Artes“ bezeichnet, ist ein Künstlerquartier im Stadtzentrum von Málaga, Spanien.

## Geschichte
Soho Málaga liegt auf einer Fläche von etwa zwanzig Hektar des sogenannten Ensanche de Málaga, in der Nähe des Hafens, der Promenade Alameda Principal und dem Stadtpark. In dieser Gegend gibt es bedeutende kulturelle Einrichtungen wie das Teatro Alameda und das Zentrum für zeitgenössische Kunst, (CAC), welches mit seiner Sammlung mit Künstlern wie Louise Bourgeois, Olafur Eliasson, Thomas Hirschhorn, Damien Hirst, Thomas Ruff, Miquel Barceló und Santiago Sierra wesentlich zur Bedeutung des Quartiers beiträgt.
In den ersten Jahren des 21. Jahrhunderts entstand die Idee zur Reaktivierung der Zone um ein Kulturviertel zu schaffen. Diese Initiative wurde später in die Bürgervereinigung Soho Málaga umgewandelt. Das Logo der Zone wurde durch einen Bürgerwettbewerb entschieden. Ein Stadtsanierungsprojekt von Soho Málaga wurde vorgestellt, welches unter anderem die Fußgängerzonen in den Straßen Casas de Campo und Tomás Heredia sowie die Neugestaltung des Platzes Alfonso Canales vorsah.
Zur Förderung der Künste wurde das Projekt MAUS gegründet. MAUS ist die Abkürzung für den Begriff: Málaga, Arte, Urbano, Soho, und förderte Aktivitäten im Bereich des Theaters, der Fotografie, der Musik – mit dem Soho Málaga Sound Festival –, aber auch mit Börsenmärkten, Mustervideos und Workshops.
Eine der wichtigsten Interventionen von MAUS war die urbane Kunst, die es Künstlern mit hohem nationalem und internationalem Ansehen, wie Faith47, ROA, Sal East, D'Face oder Shepard Faire (Obey), ermöglichte, ihre Werke auf die Mauern der Gebäude zu platzieren. Auf diese Weise verwandelten sie das Viertel in eine große Kunstgalerie im Freien. Renommierte Künstler wie Rafael Alvarado, Pedro Casermeyro, Diego Santos Daniel Garbade und Chema Lumbreras begannen, ihre Werke in den Galerien im Viertel zu zeigen, darunter auch der Galerie des Fotografen Ignacio del Río. Im Jahr 2018 wurde das Museum der Phantasie eingeweiht, ein interaktives Museum über Spielzeuge und Wissenschaft mit spielerischem Charakter, das schon in den ersten Monaten der Eröffnung mehr als 5000 Besucher verzeichnete.

## Galerie

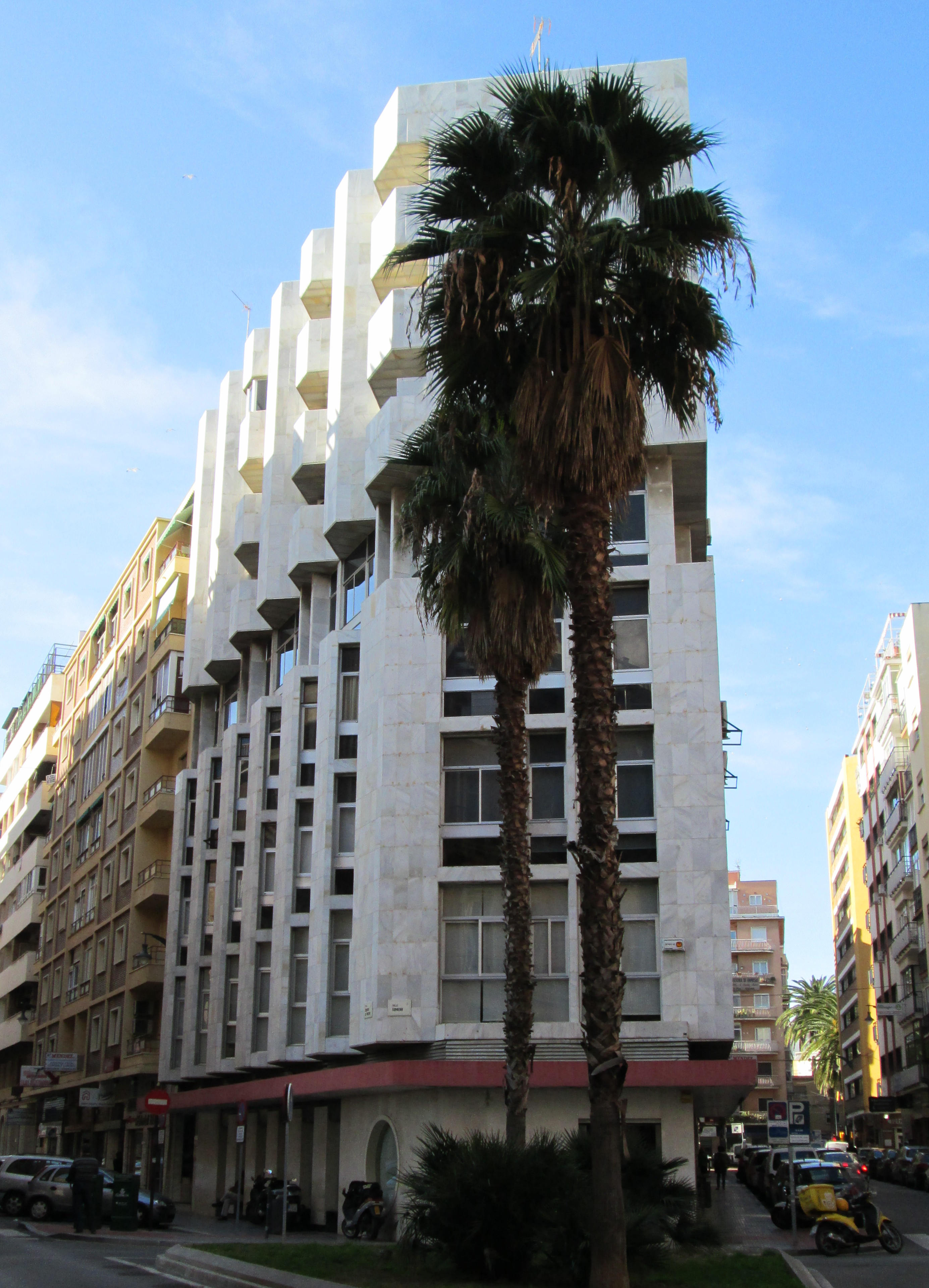
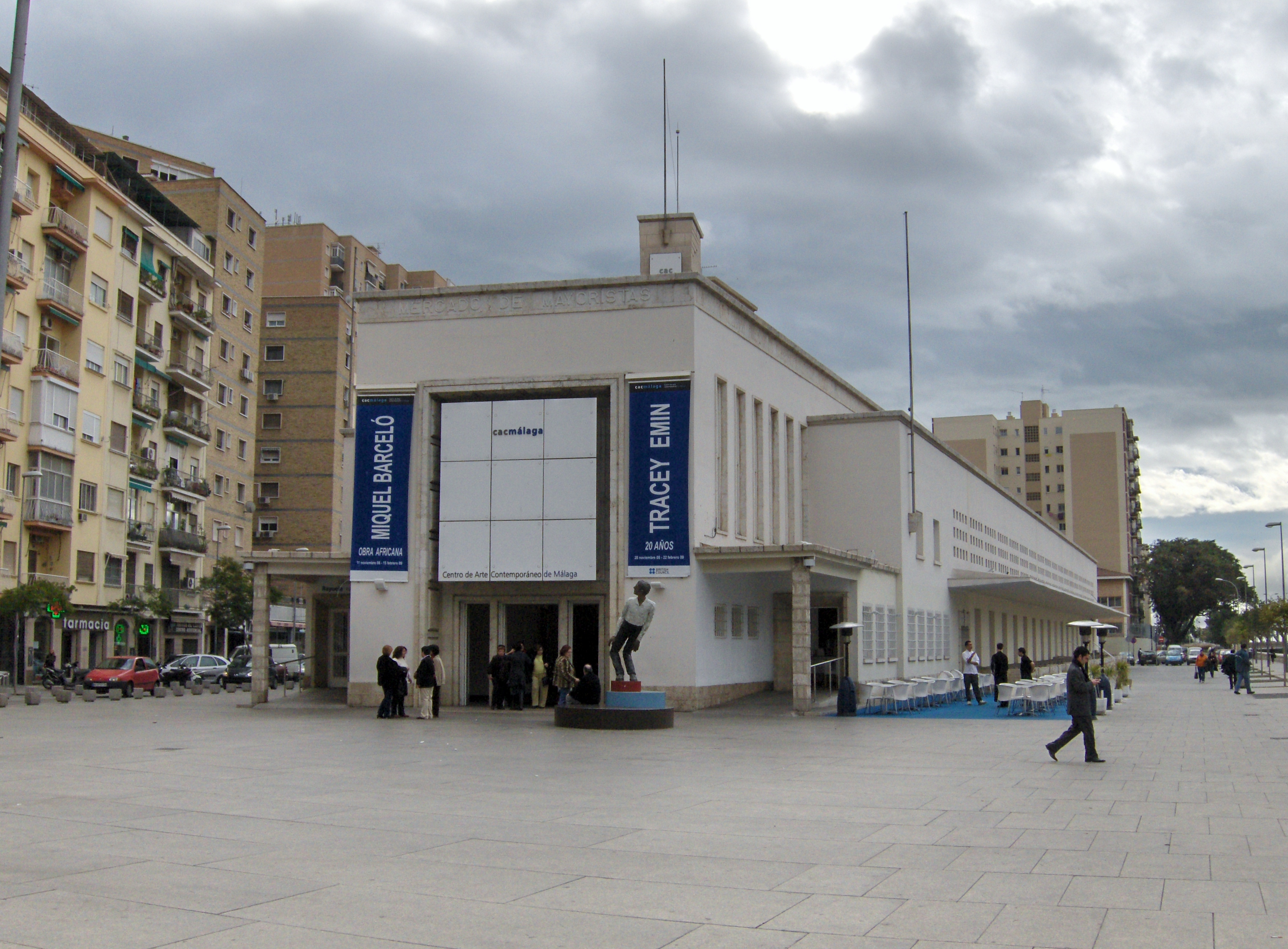
Museum: Centro Arte Contemporáneo de Málaga
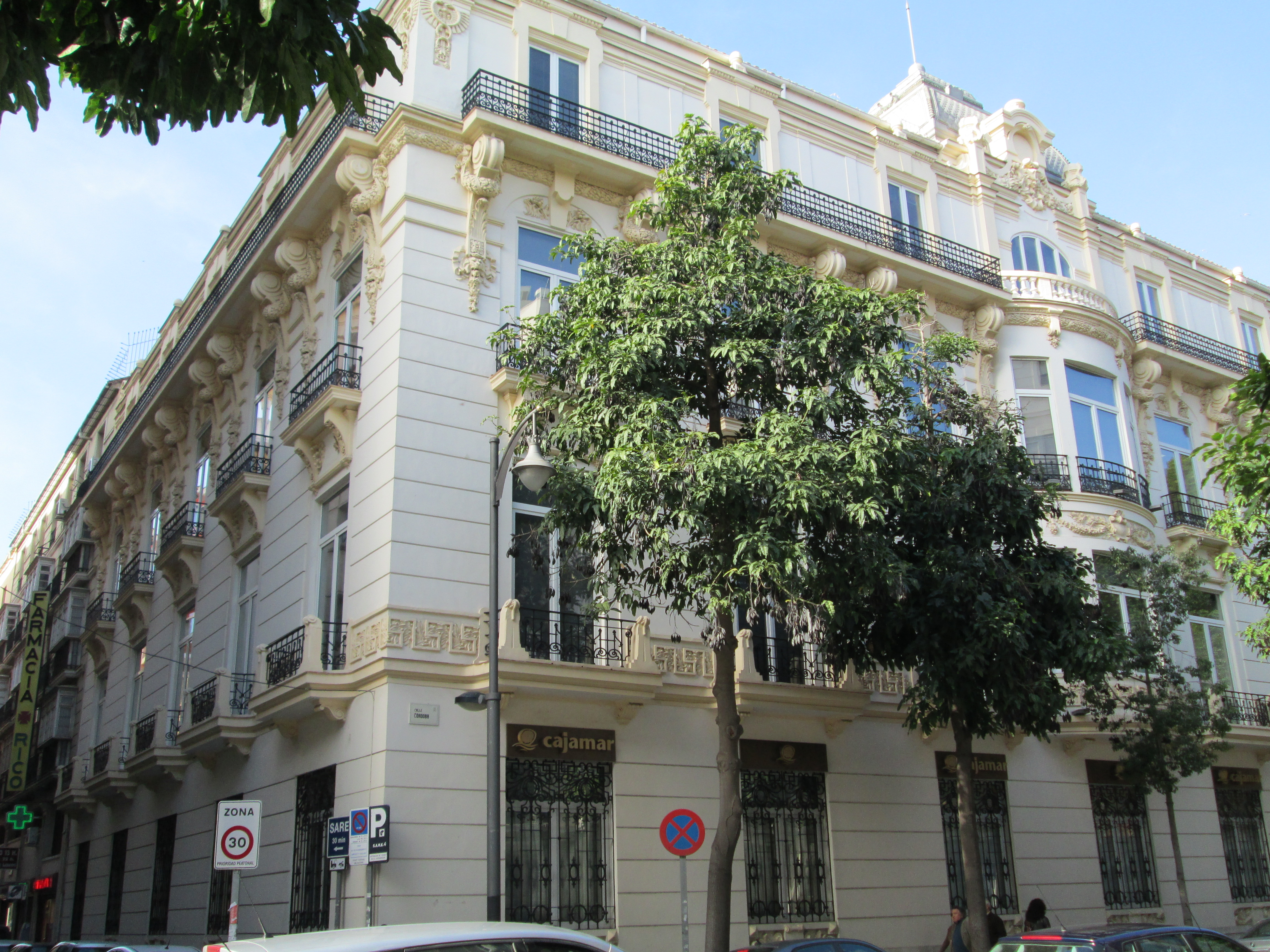
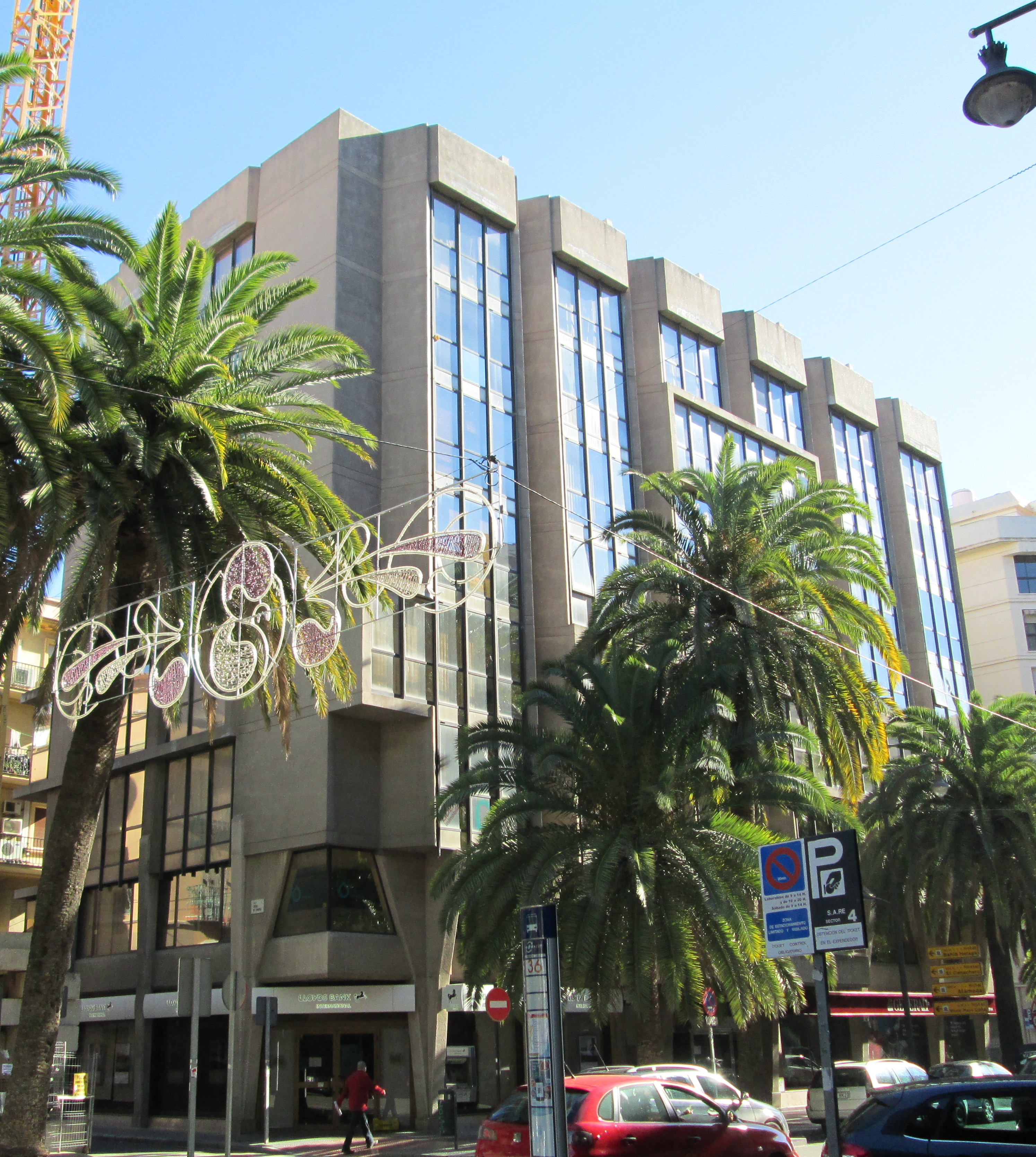
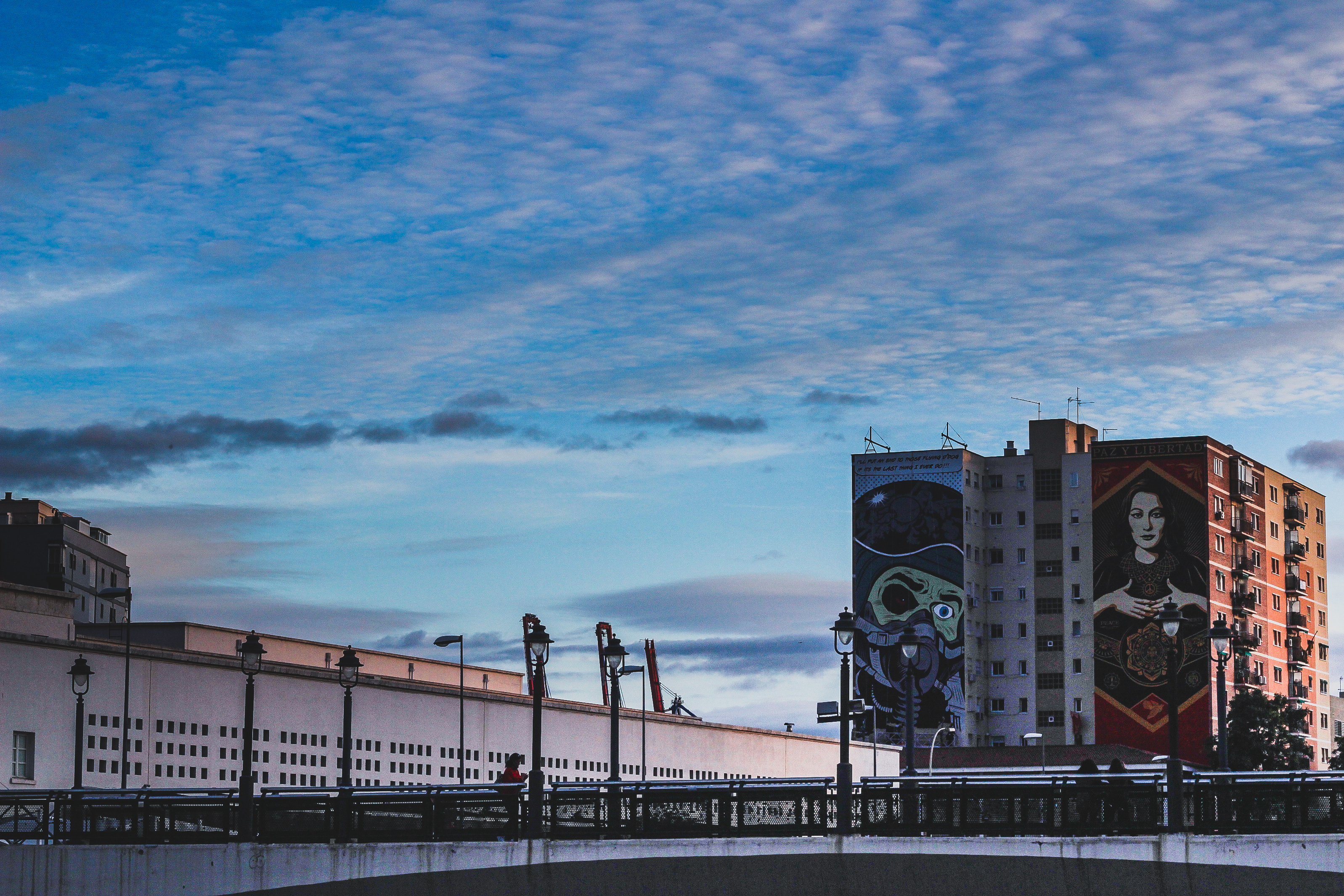
Werk von Obey: Shepard Fairey
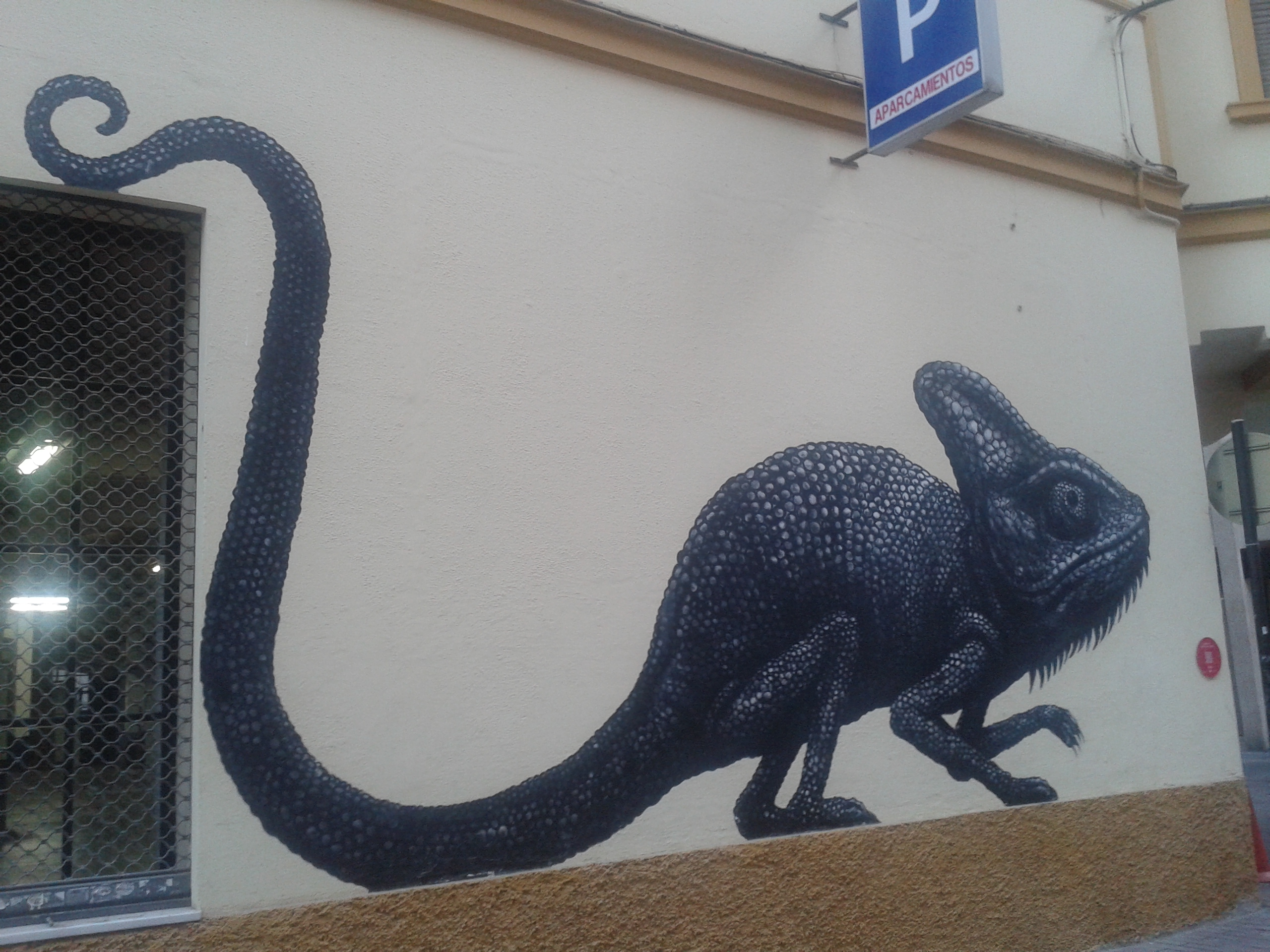
Graffiti im Soho Málaga
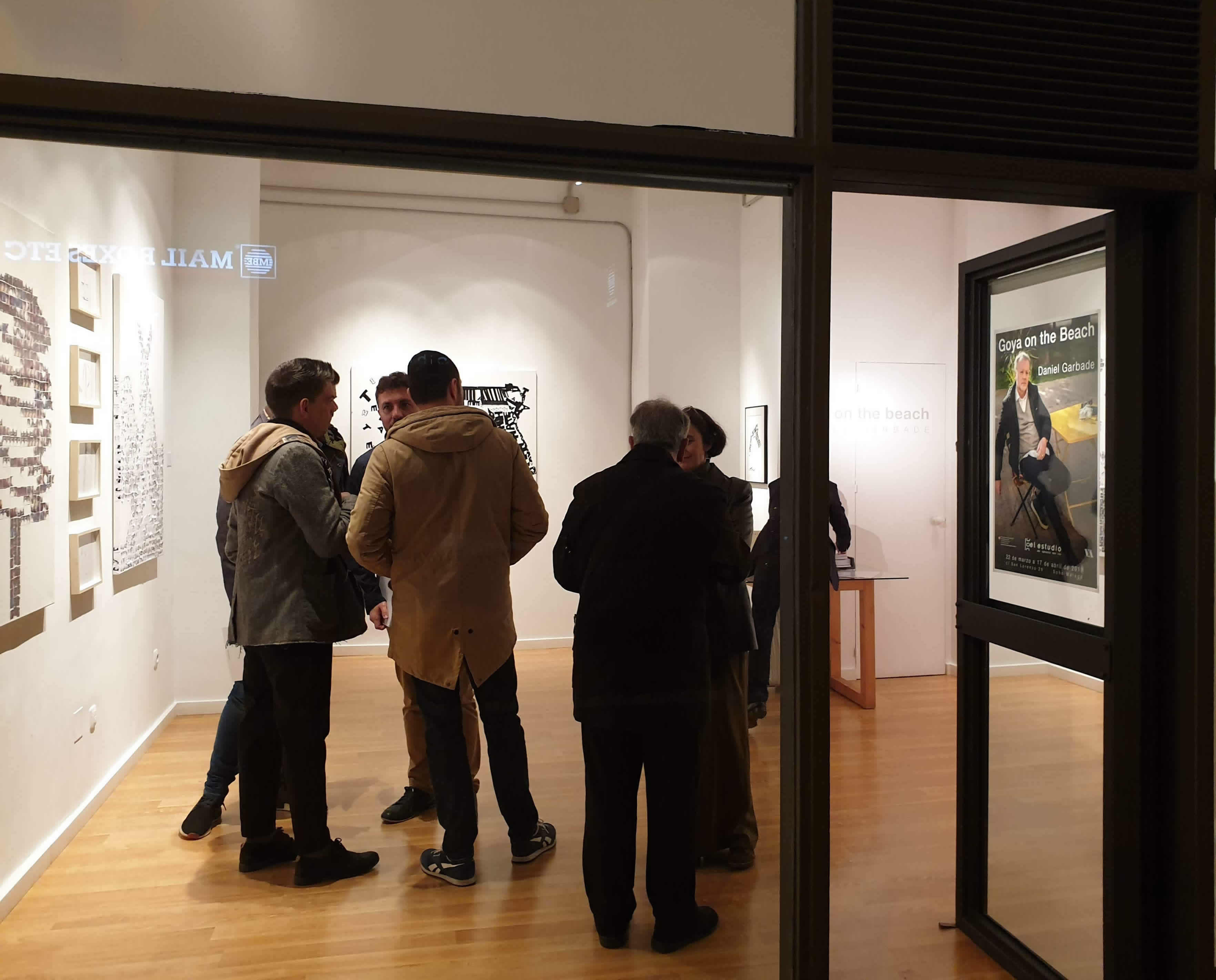
Galerie Ignacio del Río im Soho von Malaga